# Jan-Olbracht-Kapelle
Die Jan-Olbracht-Kapelle (polnisch Kaplica Jana Olbrachta) ist eine der 19 Kapellen, die die Krakauer Kathedrale umgeben. Sie befindet sich im südlichen Chorumgang und ist dem Fronleichnam sowie dem Apostel Andreas gewidmet.

## Geschichte
An der Stelle der Kapelle und der Załuski-Kapelle wurde vor 1344 im gotischen Stil die Jan-Grot-Kapelle gebaut. Sie wurde um 1501 in zwei Kapellen geteilt und die westliche wurde im Renaissance-Stil für den 1501 verstorbenen König Jan I. Olbracht umgebaut. Die Kapelle stiftete seine Mutter Elisabeth von Habsburg. Das Renaissance-Grabmal Jan I. Olbrachts schuf Francesco Florentino  von 1502 bis 1505. Die Grabplatte stammt von Stanislaus Stoß, dem Sohn von Veit Stoß, sowie Jörg Huber aus Passau. Neben dem König wurde auch Bischof Jan Chojeński in der Kapelle beigesetzt, dem ebenfalls ein Renaissance-Grabmal aufgestellt worden ist.

## Krypta
In der Kapelle wurden nacheinander bestattet:
- König Jan I. Olbracht
- Bischof Jan Chojeński

## Innenraum
Das einzige Fenster ist im gotischen Stil erhalten. Das Innere ist im Stil der Hochrenaissance gehalten. Die Kapelle ist der erste Bau der toskanischen Renaissance auf dem Wawel-Hügel. Der Rokoko-Altar von 1758 geht auf Francesco Placidi zurück.

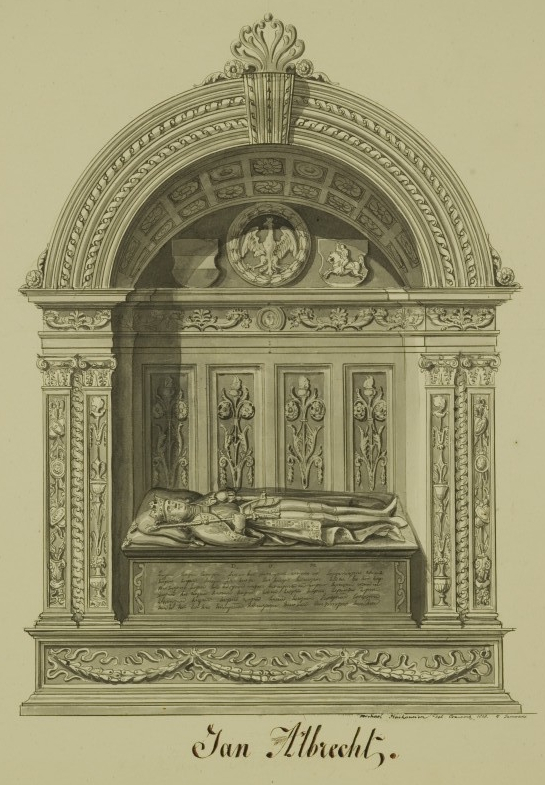
Jan-Olbracht-Grab
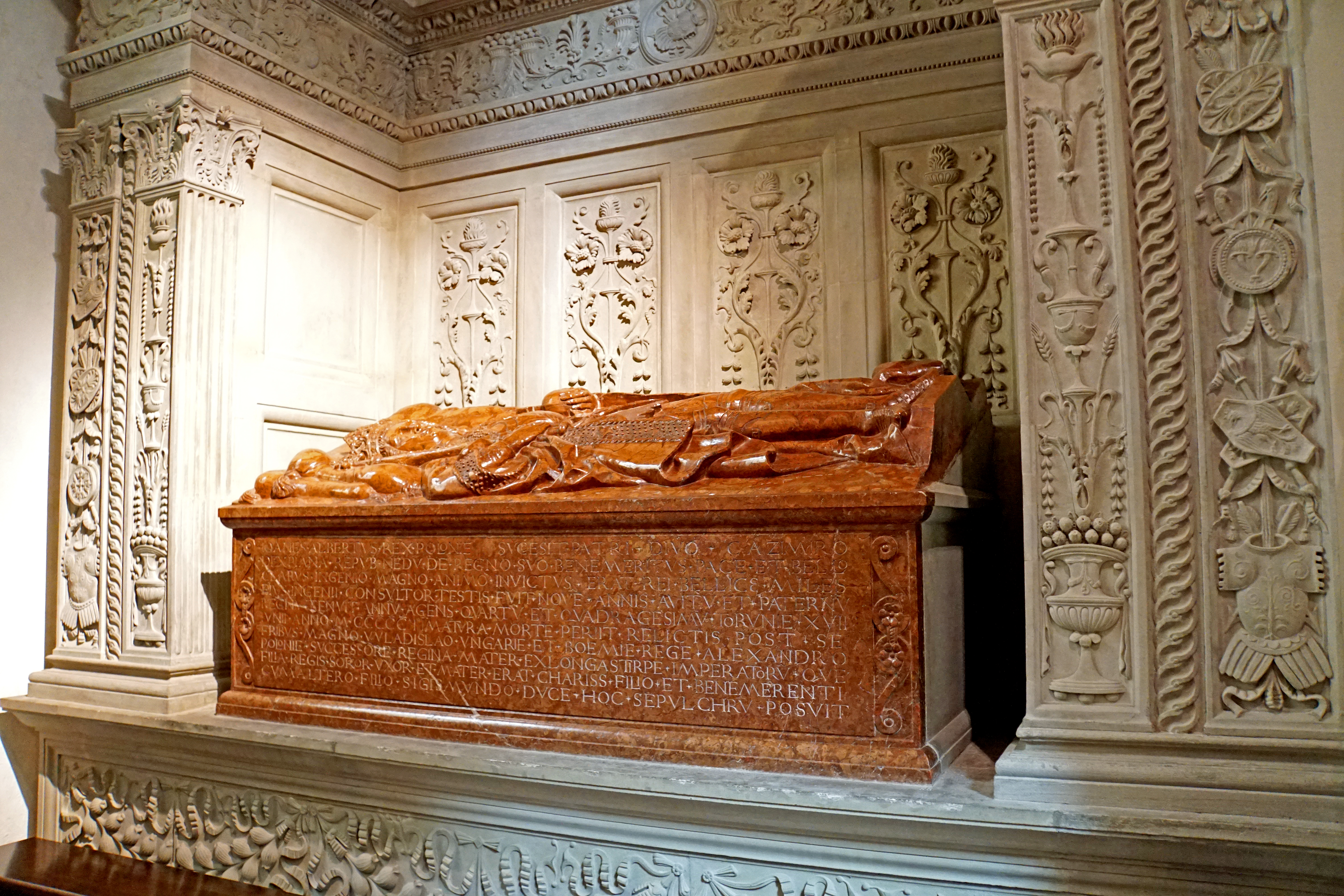
Grabplatte
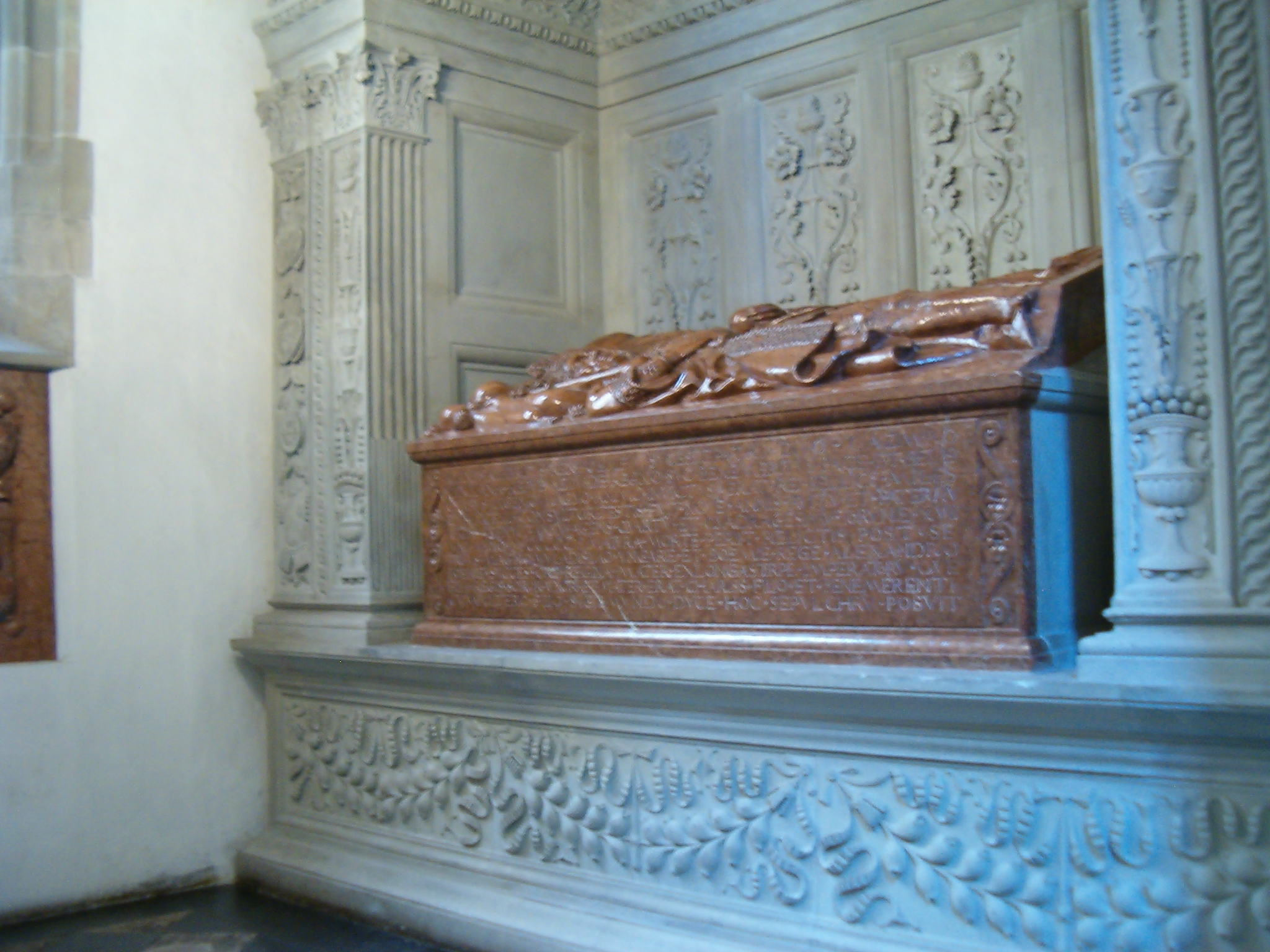
Grabplatte

## Quelle
- Michał Rożek: Krakowska katedra na Wawelu. Wydawnictwo św. Stanisława BM Archidiecezji Krakowskiej, Kraków 1989